# 烏羅渾
烏羅渾，又稱烏洛侯。北魏時期出現，主要分布于大興安嶺、嫩江上游等拓拔鮮卑故地，於盛唐时期并入室韋。

## 釋名
烏羅渾於南北朝、隋朝稱烏洛侯，唐朝稱烏羅渾。乌洛侯在蒙古语为“山中人”之意。而烏羅護與烏羅渾無關，是不同的民族。一些加入了铁勒成为于尼护。

## 歷史
北魏時期，北魏太武帝拓跋燾太延五年（439年）在吞灭北凉後，烏洛侯遣使朝貢。並說明烏洛侯國西北有拓跋鲜卑先祖的祖宗廟堂，拓跋鮮卑發詳地大鮮卑山也在他們國內。拓跋氏在公元1世纪时，南下到今天的呼伦湖附近，在汉灵帝时代南遷到阴山南麓後，就再未回去過。北魏太平真君四年（443年）北魏太武帝就派中書侍郎李敞前去祭祀。李敞由烏洛侯使臣做嚮導，到达噶仙洞（位于今天的鄂伦春自治旗阿里河镇）後舉行祭祀大典，又命匠人在洞內石壁刻下祝文。1980年，考古學家在阿里河鎮的嘎仙洞發現當初投下的刻石祝文。
唐朝時烏洛侯被稱為烏羅渾。唐朝貞觀六年（632年），在东突厥汗国被唐军瓦解之后，烏羅渾族長派使者向唐太宗朝貢貂皮。不久被室韋併吞，成為室韋東部的一個部落。後代稱烏氏，居住在嫩江流域。

## 地理
烏洛侯國在北魏時就住在現今大興安嶺的甘河、雅魯河之間，今索倫、錫伯之地。東北有弱水（完水）（今額爾古納河和黑龙江的上游），向東流入鞑靼海峡。西北有完水與北海（今呼倫湖或貝爾湖）。七世纪時，其國東與靺鞨相接，西與突厥汗国相齊，南與契丹，北與烏丸接。

## 社會
由於當地氣候寒冷，土地濕潤，人民在夏天時於樹林間搭建房屋，離地有一定高度；冬天則建立地穴或半地穴式的房屋，現今稱為「地窨子」或「地窩棚」。到了七世纪时，烏羅渾的社會風俗受靺鞨影響，與靺鞨相同。

## 經濟
主要以狩獵、畜牧為主，也經營農業。人民能歌善舞俗繩髮，穿皮衣，以珠爲裝飾。人民很勇猛，不常發生竊盜或強姦等犯罪。

## 外部連結
[在维基数据编辑]
 《欽定古今圖書集成·方輿彙編·邊裔典·烏洛侯部》，出自陈梦雷《古今圖書集成》
 《魏書/卷100》，出自魏收《魏书》
 《北史·卷094》，出自李延壽《北史》
 《舊唐書·卷199下》，出自刘昫《舊唐書》